# Riitalampi
Riitalampi är en avsnörd del av sjön Iijärvi i Finland.   Den ligger i landskapet Norra Österbotten, i den nordöstra delen av landet, 600 km norr om huvudstaden Helsingfors. 
Trakten ingår i den boreala klimatzonen. Årsmedeltemperaturen i trakten är −3 °C. Den varmaste månaden är juli, då medeltemperaturen är 15 °C, och den kallaste är januari, med −18 °C.